# قضیه چهار رنگ

مثالی از یک نقشه چهاررنگ

نقشه آمریکا، رنگ‌شده با چهار رنگ، بدون در نظر گرفتن آب‌ها و کشورهای دیگر

قَضیّهٔ چهار رَنگ یا حدس چهار رنگ از مسائل مشهور و قدیمی ریاضیات است که سال‌ها اثبات‌نشده مانده بود. به بیان ساده (و نادقیق) این قضیه می‌گوید:
برای رنگ کردن هر نقشه به‌طوری‌که کشورها و نواحی همسایه در نقشه هم‌رنگ نباشند فقط چهار رنگ کافی است.
سه رنگ برای نقشه‌های ساده‌تر کافیست ولی یک رنگ چهارم اضافی برای برخی نقشه‌ها لازم است. مثل نقشه‌هایی که در آن‌ها یک ناحیه با تعداد فرد نواحی دیگر احاطه شده‌است که به یکدیگر در یک دایره وصل هستند. قضیه ۵ رنگ که اثباتی کوتاه و ابتدایی دارد، بیان می‌کند که ۵ رنگ برای رنگ آمیزی نقشه کافیست . این قضیه در اواخر قرن ۱۹ اثبات شده‌است (هیووو ۱۸۹۰). اثبات اینکه ۴ رنگ کافیست بسیار سخت تر است. تعدادی اثبات‌های غلط و مثال‌های نقض از زمان ارائه قضیه ۴ رنگ در ۱۸۵۲ بیان شده‌اند.
این مسئله به صورت معادله ابتدا درسال۱۸۵۲ عنوان شد و سرانجام در سال ۱۹۷۶ با کمک رایانه توسط کی اپپل و و. هیکن حل شد. این اولین قضیه مهمی بود که با استفاده از کامپیوتر به اثبات رسید. آن‌ها نشان دادند که مجموعه‌ای از ۱۹۳۶ نقشه وجود دارد که هیچ‌کدام از آن‌ها نمی‌توانند قسمتی از یکی از کوچکترین مثال نقض‌های قضیه چهار رنگ باشند. اپل و هیکن از یک برنامه کامپیوتری خاص منظوره استفاده کردند تا ثابت کنند هیچ‌کدام از این نقشه‌ها از این قاعده مستثنا نیستند. علاوه بر این هر نقشه‌ای فارغ از این که مثال نقض هست یا نه، حتماً قسمتی را شامل می‌شود که شبیه یکی از آن ۱۹۳۶ نقشه می‌باشد و اثبات این نیاز به صدها صفحه تحلیل دست نویس بود. اپل و هیکن نتیجه گرفتند که اگر بخواهد کوچکترین مثال نقضی وجود داشته باشد باید شامل یکی از آن ۱۹۳۶ نقشه باشد. این تناقض به این معنی بود که هیچ مثال نقضی وجود ندارد و قضیه درست می‌باشد. در ابتدا اثبات آن‌ها از طرف همه ریاضیدان‌ها مورد تأیید واقع نشد، چرا که چک کردن یک اثبات کامپیوتری توسط انسان امکان‌پذیر نبود (Swart ۱۹۸۰).

## قاعده‌سازی دقیق قضیه
بیان شهودی قضیه چهار رنگ، یعنی:"در هر افرازی از یک صفحه، که نقشه نامیده می‌شود، هر ناحیه می‌تواند به‌طوری رنگ شود که هیج دو ناحیه مجاوری هم رنگ نباشند و در این رنگ آمیزی از بیشتر از چهار رنگ استفاده نشود"، نیازمند تفسیر و درک مناسب و درستی است. برای مثال هر ناحیه نقشه باید پیوسته باشد. در دنیای واقعی، همه کشورها پیوسته نیستند(برای مثال ایالت آلاسکا در آمریکا و نخجوان در آذربایجان). به علت یکپارچه نبودن قلمرو بعضی کشورها ممکن است چهار رنگ کافی نباشد.

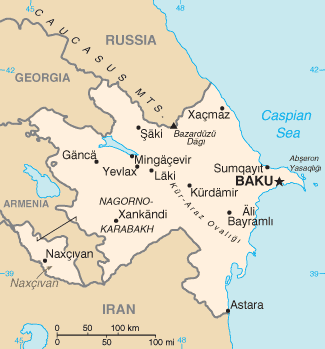
نمونه‌ای از نقشه کشور جمهوری آذربایجان با نواحی غیر پیوسته.

یک بیان ساده‌تر این قضیه به کمک تئوری گراف می‌باشد. می‌توان مجموعه نواحی یک نقشه را به یک گراف بدون جهت نظیر کرد که هر راس یک ناحیه و هر یال دو رأس‌های دو ناحیه که مجاور هستند را به هم متصل می‌کند. گراف حاصل مسطح می‌باشد: یعنی این گراف را می‌توان در صفحه نقشه قرار داد و هر راس را در جای دلخواهی از ناحیه متناظر آن گذاشت، بدون آنکه هیچ دو یالی همدیگر را قطع کنند. به بیان گرافی، قضیه چهار رنگ بیان می‌کند که رئوس یک گراف مسطح را می‌توان با چهار رنگ رنگ آمیزی کرد به‌طوری‌که هیچ دو راس مجاور همرنگ نباشند.((Thomas ۱۹۹۸، ص. ۸۴۹); (Wilson ۲۰۰۲))

## تاریخچه

### تلاش‌های اولیه برای اثبات
conjecture اولین بار در سال ۱۸۵۲ مطرح شد.
در آن هنگام فرانسیس گاتری مشغول رنگ آمیزی نقشه انگلستان بود که متوجه شد چهار رنگ برای این کار کافیست. فرانسیس این موضوع را با برادرش فردریک مطرح کرد، که بعداً وی آن را به پیش د مرگان برد.
اولین منبع منتشر شده از آرتور کیلی می‌باشد(آرتور کیلی ۱۸۷۹).
تلاش‌های ناموفق بسیاری برای اثبات این قضیه انجام شده‌است. اثبات آلفرد کمپه در سال ۱۸۷۹ که بسیار مورد قبول واقع شد و اثبات دیگری که پیتر گاتری تیت در ۱۸۸۰ مطرح کرد، همگی از این دست بودند. هر دوی این اثبات‌های اشتباه ۱۱ سال بعد از مطرح شدنشان به ترتیب توسط پرسی هیوود و ژولیوس پترسن نقض شدند.

### اثبات توسط کامپیوتر
در دهه‌های ۶۰ و ۷۰ میلادی هاینریش هیش، ریاضیدان آلمانی، روش‌های اثبات به کمک کامپیوتر را توسعه داد. متأسفانه در این زمان به وی فرصت استفاده از ابررایانه داده نشد تا کارش را ادامه دهد.
ولی دیگران روش‌های او را ادامه دادند. در سال ۱۹۷۶، در حالی که گروه‌هایی از ریاضیدانان در رقابت برای بدست آوردن اثبات کامل بودند، کنس اپل و وولفانگ هیکن در دانشگاه Illinois اعلام کردند که قضیه را اثبات کرده‌اند. آن‌ها در یک سری کارهای الگوریتمی توسط John A. Koch همیاری شده بودند (Wilson ۲۰۰۲).
اگر حدس چهار رنگ نادرست بود، حداقل یک نقشه وجود داشت با کمترین تعداد نواحی ممکن، که به پنج رنگ نیاز داشت. اثبات نشان داد که چنین کوچکترین مثال نقضی نمی‌تواند وجود داشته باشد؛ از طریق دو مفهوم فنی((Wilson ۲۰۰۲); (Appel و Haken ۱۹۸۹); (Thomas ۱۹۹۸، صص. ۸۵۲–۸۵۳)):
- مجموعی اجتناب ناپذیر دربر دارندهٔ نواحی ای می‌باشد که هر نقشه حداقل باید یکی از آن‌ها را دارا باشد.
- یک آرایش کاهش پذیر وضعیتی از کشورهاست که نمی‌توانند در یک مثال نقض کمینه اتفاق بیفتند. اگر در یک نقشه یک آرایش کاهش پذیر وجود داشته باشد، نقشه می‌تواند به یک نقشه کوچکتر کاهش یابد. حال اگر این نقشه کوچکتر بتواند با چهار رنگ رنگ آمیزی شود، نقشه اصلی هم می‌تواند با چهار رنگ رنگ آمیزی شود. این به این معنی است که اگر نقشه اصلی نتواند با چهار رنگ رنگ شود نقشه کوچکتر هم نمی‌تواند، پس نقشه اصلی کمینه نیست.

با استفاده از قوانین و روش‌های ریاضی بر پایهٔ خواص آرایش‌های کاهش پذیر، اپل و هیکن یک مجموعه اجتناب ناپذیر از آرایش‌های کاهش پذیر یافتند که نشان می‌دهد هیچ مثال نقض کمینه‌ای وجود ندارد. اثبات آن‌ها تعداد بینهایت نقشه ممکن را به ۱۹۳۶ آرایش کاهش پذیر(که بعداً به ۱۴۷۶ رسید) کاهش داد. پروسه چک کردن این تعداد حالت با کامپیوتر بیشتر از هزار ساعت به طول انجامید(Appel & Haken ۱۹۸۹).

### ساده‌سازی و بازبینی
الگوریتم‌هایی که برای اثبات قضیه استفاده شدند داری پیچیدگی زمانی (O(n۲ می‌باشد که n تعداد رأس‌ها است. در سال ۲۰۰۵ Benjamin Werner و George Gonthier به کمک ‍‍‍‍‍Coq‍‍ برای اثبات قضیه قاعدی‌سازی کردند. این کار نیاز به اعتماد به برنامه‌های کامپیوتری که برای درستی سنجی حالت‌های خاص بودند را از بین برد. حال تنها نیاز است به Coq kernel اعتماد شود(Gonthier ۲۰۰۸).

## خلاصه ایده اثبات
این قسمت خلاصه‌ای است بر مبنای مقدمه کتاب Every Planar Map is Four Colorable نوشتهٔ اپل و هیکن. با وجود اینکه اثبات اولیه کمپه اشتباه بود، ابزار پایه‌ای برای اثبات قضیه را ساخت.
اظهارات کمپه بدین صورت بود:
اگر نواحی مسطحی که با گراف جدا شده‌اند مثلث نباشند، به عبارت دیگر دقیقاً سه گوشه در مرزهایشان نداشته باشند، می‌توانیم به آن‌ها بدون معرفی رئوس، یال اضافه کنیم تا مثلثی شوند. اگر این گراف مثلثی قابل رنگ شدن با ۴ رنگ یا کمتر باشد گراف اصلی هم قابل رنگ شدن است چرا که همان نحوهٔ رنگ شدن در صورت از بین بردن یال‌ها مجاز است.